# Dalsnibba
Dalsnibba is een berg van 1476 meter in de provincie Møre og Romsdal in Noorwegen. Hij ligt boven Geiranger, 7 kilometer van het Geirangerfjord. Dalsnibba is bereikbaar via een tolweg vanaf de RV 63. De berg is ook in de zomer regelmatig met sneeuw bedekt.